# علامة (حوسبة)

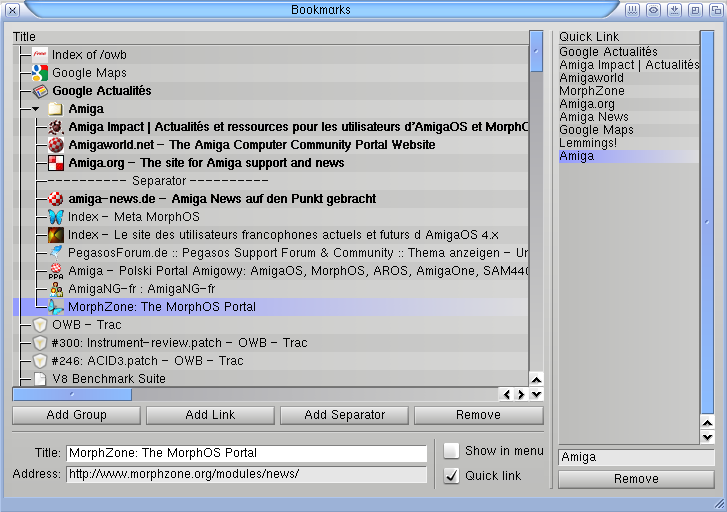
لقطة شاشة لمتصفح ويب أوريجين (OWB) يعمل على مورف أو إس وهو يستعرض الإشارات المرجعيَّة المحفوظة

في الحوسبة، يستخدم مصطلح العلامات (أو إشارة مرجعية أو علامة موقع) عامةً لوصف أحد شيئين:
- عنوان وب مخزن لاسم ملف بهدف الوصول السريع لهذا الملف. يستخدم بواسطة متصفح وب.
- مكان معين داخل مستند أو ملف إلكترونيين، يستخدم بواسطة معالج نصوص.

## علامات الوب
العلامات هي بمثابة بطاقات لصفحات الوب، وبالتالي يمكن تخزينها واسترجاعها. وكميزة في كل متصفحات الوب الحديثة، فإن هدفها الأساسي هو تسهيل تصنيف والوصول إلى صفحات الوب التي يرغب المستخدم في زيارتها أو يتردد عليها كثيرًا، وذلك بالاعتماد على الاسم وليس عنوان الصفحة.
في متصفح إنترنت إكسبلورر، تسمى الروابط المحفوظة بالمفضلات (Favorites). وبسبب حصة إنترنت إكسبلورر الكبيرة في سوق المتصفحات، فإن لفظة مفضلات أصبحت مشابهة لمصطلح العلامات.
أصبحت العلامات ميزة مشتركة في غالبية المتصفحات الحديثة بدءًا بمتصفح موزايك في العام 1993م. وأصبحت ظاهرة بوضوح في قوائم المتصفحات. وتخزن على حاسوب المستخدم. يمكن استخدام مجلد محدد لتنظيم العلامات. وبالإضافة إلى أدوات إدارة العلامات المدمجة بمتصفحات الوب، توجد برامج مستقلة خاصة للقيام بهذه المهمة.
مع ظهور ما يمكن وصفه بالعربية بتعليم المواقع مجتمعيًا، أو بالإنجليزية Social bookmarking، العلامات المشاركة، التي أصبحت وسائل للمستخدمين الذين يتشاركون اهتمامات معينة تمكنهم من المشاركة بمصادرهم المعلوماتية أو الصفحات التي يفضلونها مع مستخدمين آخرين. العلامات المبنية على الوب تمكن المستخدمين من حفظ علاماتهم على خادم وب؛ الأمر يساعد المستخدم على الوصول إليها من أي مكان.
سميت قوائم العلامات بالإنجليزية Hotlists في متصفح موزياك وفي النسخ القديمة من متصفح أوبرا. ولكن هذه التسمية انسحبت من الاستخدام العام.
ظهرت العلامات الحية Live Bookmarks في متصفح فيرفكس في العام 2004. هذه العلامات عادية جدًا، لكنها تحتوي قائمة بوصلات للمقالات الحالية في موقع إخباري على الإنترنت أو للمقالات في مدونة.و التي عادةً ما يتم توريدها بواسطة تقنية آر إس إس.

## التخزين
كل متصفح وب توجد به أداة مدمجة بها لتنظيم قوائم العلامات. تختلف طريقة التخزين حسب المتصفح، إصدارته، ونظام التشغيل الذي يعمل عليه المتصفح.
في متصفحات الوب المبنية على نتسكيب تخزن العلامات في ملف لغة ترميز النص الفائق واحد، يتم تسميته bookmark.html. وهذا يسمح بنشر ونقل العلامات من متصفح لآخر، ومن منصة تشغيل إلى أخرى (نظام تشغيل). وبالتالي فإن تحرير الملف خارج المتصفح يتطلب التحرير بلغة HTML.
في متصفح إنترنت إكسبلورر، تخزن كل علامة في ملف مستقل تسمى باسم الوصلة الأصلي، وامتداد الملف، وعنوان الوصول الموحد يورال؛ على سبيل المثال html.ويكيبيديا. ويتم جمعها في دليل أو مجلد يسمى Favorites، ويمكن أن يحتوي هذا الدليل على مجلدات مدرجة به. كل ملف مخزن في المجلد يحتوي على عنوان الوصول الموحد URL، وبيانات ترميز مايكروسوفت. كما يمكن للمتصفحات تصدير واستيراد العلامات من متصفحات أخرى.